# Tlaltecahuacán
Tlaltecahuacán är en ort i Mexiko, tillhörande kommunen Chiautla i delstaten Mexiko. Tlaltecahuacán ligger i den centrala delen av landet och tillhör Mexico Citys storstadsområde. Orten hade 1 423 invånare vid folkräkningen 2010, och är kommunens tredje största ort sett till befolkning.